# Diócesis de Achonry
La diócesis de Achonry (en latín: Dioecesis Achadensis, en inglés: Roman Catholic Diocese of Achonry y en irlandés: Deoise Achadh Conaire) es una circunscripción eclesiástica de la Iglesia católica en la República de Irlanda. Se trata de una diócesis latina, sufragánea de la arquidiócesis de Tuam. Desde el 16 de febrero de 2025 su obispo es Kevin Doran.

## Territorio y organización

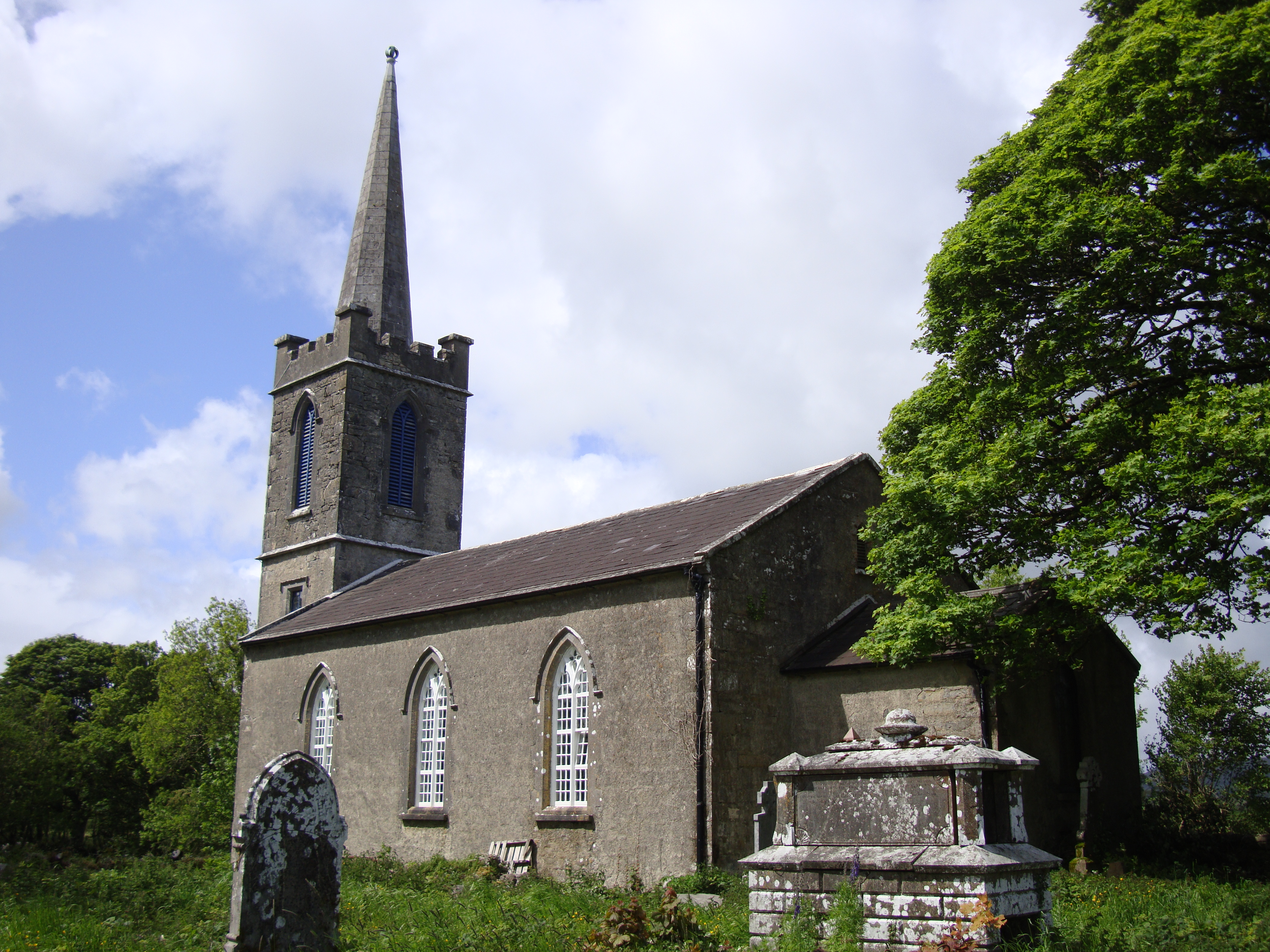
Antigua catedral católica de San Crumnathy, en Achonry, hoy perteneciente a la Iglesia de Irlanda, pero desconsagrada

La diócesis tiene 896 km² y extiende su jurisdicción sobre los fieles católicos de rito latino residentes en un territorio ubicado entre las diócesis de Killala y Elphin y la arquidiócesis de Tuam. Comprende los siguientes núcleos de población:
- la mayor parte del condado de Sligo: Coolaney, Ballymote, Collooney, Ballysadare, Keash, Achonry, Bunninadden, Gorteen, Curry, Tubbercurry, Toorlestraun;
- en gran parte del condado de Mayo: Carracastle, Charlestown, Bonniconlon, Attymass, Foxford, Killasser, Straide, Swinford, Bohola y Kiltimagh;
- en una parte del condado de Roscommon: Ballaghaderreen.

La sede de la diócesis se encuentra en la ciudad de Ballaghaderreen, en donde se halla la Catedral de la Anunciación y San Nathy. En Achonry se encuentra la Catedral de Santa Crumnathy, construida en 1823 sobre la inglesia medieval que durante la Reforma anglicana pasó a ser parte de la Iglesia de Irlanda. Fue desacralizada en 1998.
En 2022 en la diócesis existían 23 parroquias.

## Historia
La diócesis tiene su origen en el monasterio erigido por san Finnian de Clonard, muerto en 552, que eligió a san Nateo o Nathy como primer superior. Poco se sabe sobre esta antigua sede durante el primer milenio. Sin embargo, era una sede monástica, como todas las demás diócesis irlandesas de la época, con jurisdicción sobre Achad Cain o Achad Conaire, y no está claro cuántos abades tenían también consagración episcopal: el mismo fundador san Nateo probablemente era un simple sacerdote, y en algunos anales irlandeses se les llamaba obispos de Luighne. 
Achonry siguió siendo una sede monástica hasta el siglo XII, cuando también se adoptó en Irlanda el modelo europeo continental de organización eclesiástica. Aunque no se menciona en el Sínodo de Ráth Breasail de 1111, el Sínodo de Kells de 1152 la convirtió en sufragánea de la arquidiócesis de Tuam y estableció por primera vez los límites de la diócesis, que son los mismos que en la actualidad. A este sínodo asistió el primer obispo conocido de Achonry, Maelruan O'Ruadan (o Máel Ruanaid Ua Ruadáin), quien firmó como «obispo de Luighne».
Tras la Reforma anglicana de 1534 realizada por Enrique VIII de Inglaterra, la diócesis experimentó un período de profunda crisis. Thomas O'Fihely fue nombrado obispo durante el reinado del protestante rey Eduardo VI de Inglaterra el 15 de junio de 1547 y trasladada el 30 de agosto de 1555 a la diócesis de Leighlin durante el reinado de la reina católica María I de Inglaterra fue nombrado Cormac O'Coyn en 1556, aunque no se conoce si fue nombrado por el papa, falleció el 12 de octubre de 1561 cuando ya gobernaba la protestante reina Isabel I de Inglaterra. El papa Pío IV el 28 de enero de 1562 nombró a Owen O'Harte, quien en 1585 parece haber sido aceptado por la reina Isabel I. La sucesión anglicana fue continuada desde 1613 por el nombramiento in commendam del arzobispo protestante de Cashel, Miler Magrath, pero luego de su muerte, en 1623 la diócesis fue fusionada para crear la diócesis de Killala y Achonry, que en 1834 pasó a integrar la arquidiócesis anglicana de Tuam y desde 1839 es parte de la diócesis de Tuam, Killala y Achonry.
En este período se destacó particularmente el obispo Owen O'Harte, elegido por recomendación del jesuita David Wolfe, y que más tarde se convirtió en administrador de la arquidiócesis de Armagh y en 1575 recibió poderes especiales para toda la provincia eclesiástica de Tuam. En 1587 el propio O'Harte participó en el sínodo que promulgó los decretos del Concilio de Trento en la provincia de Úlster. A su muerte, la diócesis experimentó un largo período de vacancia que duró todo el siglo XVII: solo durante cuatro de estos cien años Achonry tuvo un obispo, el resto del tiempo estuvo gobernada por vicarios apostólicos.
Los obispos residen en Ballaghaderreen desde 1818, aunque la diócesis ha conservado el antiguo nombre medieval. La catedral fue construida durante el episcopado de Patrick Durcan a mediados del siglo XIX y terminada bajo el obispo John Lyster. A este mismo obispo también se le debe la construcción del seminario diocesano.
Desde el 16 de febrero de 2025 está unida in persona episcopi a la diócesis de Elphin y las diócesis se encuentran actualmente en proceso de fusión total. Esta iniciativa comenzó en abril de 2024, cuando el nuncio apostólico Luis Mariano Montemayor, anunció la decisión del papa Francisco de iniciar un proceso de cooperación y consulta más estrecha entre las dos diócesis vecinas, con la intención de fusionarlas finalmente. En noviembre de 2024 el obispo Doran emitió un mensaje pastoral que describe el camino hacia la fusión y resume los comentarios de las consultas celebradas en ambas diócesis. Las decisiones tomadas incluyen peregrinaciones conjuntas, programas de formación colaborativos y el establecimiento de un grupo de trabajo para facilitar el proceso de fusión. Desde febrero de 2025 las diócesis trabajan activamente para lograr la fusión total, con el objetivo de aunar recursos y mejorar la atención pastoral a los fieles.

## Estadísticas
Según el Anuario Pontificio 2023 la diócesis tenía a fines de 2022 un total de 37 222 fieles bautizados.
| Año                                                                             | Población | Población | Población      | Sacerdotes | Sacerdotes | Sacerdotes | Católicos por sacerdote | Diáconos permanentes | Religiosos | Religiosos | Parroquias y cuasiparroquias |
| Año                                                                             | Católicos | Total     | % de católicos | Total      | Diocesanos | Regulares  | Católicos por sacerdote | Diáconos permanentes | Masculinos | Femeninos  | Parroquias y cuasiparroquias |
| ------------------------------------------------------------------------------- | --------- | --------- | -------------- | ---------- | ---------- | ---------- | ----------------------- | -------------------- | ---------- | ---------- | ---------------------------- |
| 1901                                                                            | 80 553    | 82 795    | 97.2           | 50         | 50         | 0          | 1611                    |                      | ?          | ?          | 22                           |
| 1950                                                                            | 53 720    | 55 000    | 97.7           | 88         | 80         | 8          | 610                     |                      | 8          | 210        | 22                           |
| 1959                                                                            | 46 330    | 47 146    | 98.3           | 86         | 78         | 8          | 538                     |                      | 8          | 228        | 22                           |
| 1970                                                                            | 40 000    | 40 620    | 98.5           | 86         | 73         | 13         | 465                     |                      | 17         | 220        | 22                           |
| 1980                                                                            | 39 200    | 39 700    | 98.7           | 70         | 67         | 3          | 560                     |                      | 11         | 140        | 23                           |
| 1990                                                                            | 39 201    | 39 356    | 99.6           | 63         | 59         | 4          | 622                     |                      | 6          | 95         | 23                           |
| 1999                                                                            | 32 500    | 33 150    | 98.0           | 63         | 61         | 2          | 515                     |                      | 3          | 100        | 23                           |
| 2000                                                                            | 34 204    | 35 205    | 97.2           | 51         | 49         | 2          | 670                     |                      | 2          | 97         | 23                           |
| 2001                                                                            | 34 405    | 35 237    | 97.6           | 48         | 47         | 1          | 716                     |                      | 1          | 96         | 23                           |
| 2002                                                                            | 34 826    | 35 680    | 97.6           | 47         | 46         | 1          | 740                     |                      | 1          | 95         | 23                           |
| 2003                                                                            | 35 224    | 36 568    | 96.3           | 47         | 46         | 1          | 749                     |                      | 1          | 89         | 23                           |
| 2004                                                                            | 35 224    | 36 568    | 96.3           | 50         | 49         | 1          | 704                     |                      | 1          | 89         | 23                           |
| 2005                                                                            | 35 752    | 37 464    | 95.4           | 46         | 45         | 1          | 777                     |                      | 1          | 87         | 23                           |
| 2006                                                                            | 35 752    | 37 464    | 95.4           | 48         | 48         |            | 744                     |                      |            | 87         | 23                           |
| 2011                                                                            | 34 950    | 36 600    | 95.5           | 50         | 50         |            | 699                     |                      |            | 84         | 23                           |
| 2012                                                                            | 35 100    | 36 700    | 95.6           | 50         | 49         | 1          | 702                     |                      | 1          | 84         | 23                           |
| 2015                                                                            | 36 234    | 39 000    | 92.9           | 42         | 41         | 1          | 862                     |                      | 1          | 53         | 23                           |
| 2018                                                                            | 36 234    | 39 500    | 91.7           | 38         | 37         | 1          | 953                     |                      | 1          | 46         | 23                           |
| 2020                                                                            | 36 720    | 40 000    | 91.8           | 34         | 33         | 1          | 1080                    | 2                    | 1          | 36         | 23                           |
| 2022                                                                            | 37 222    | 40 541    | 91.8           | 36         | 34         | 2          | 1033                    | 2                    | 2          | 33         | 23                           |
| Fuente: Catholic-Hierarchy, que a su vez toma los datos del Anuario Pontificio. |           |           |                |            |            |            |                         |                      |            |            |                              |

## Episcopologio
- San Nateo o Nathy  † (siglo VI)
- Maelruan O'Ruadan † (antes de 1152-1170 falleció)
- Gilla O'Ruadan † (?-1214 falleció)
- Clemens O'Sinadaig † (?-1219 falleció)
- Cormac O'Tarpa † (?-25 de enero de 1226 falleció)
- Gilla O'Clery † (?-1230 falleció)
- Thomas O'Ruadan † (?-1237 falleció)
- Aengus O'Clumain † (1238-1250 renunció)
- Thomas O'Miachain † (1251-1265 falleció)
- Denis O'Miachain † (1266-noviembre de 1285 falleció)
- Benedict O'Brian † (1286-1311 falleció)
- Murchard O'Hara † (antes de 1327-1344 falleció)
- David † (circa 1345-1348 falleció)
- Nicholas O'Hedram † (22 de octubre de 1348-1373 falleció)
- William Andrew, O.P. † (17 de octubre de 1373-1380 nombrado obispo de Meath)
- Simon, O.Cist. † (mencionado en 1387)
- John † (13 de septiembre de 1396-?)
- Brian O'Hara † (26 de enero de 1401-1409 falleció)
- Magonus Chradani † (14 de abril de 1410-?)
- Donat † (?-circa 1424 falleció)
- Richard Belmer, O.P. † (12 de abril de 1424-1435 falleció)
- Nicholas O'Daly, O.P. † (3 de septiembre de 1436-?)
- James Blakedon, O.P. † (15 de octubre de 1442-7 de febrero de 1453 nombrado obispo de Bangor)
- Cornelius Omochray † (15 de octubre de 1449-?)
- Cormak Ykassy, O.S.A. † (1463)[5]
- Benedict † (2 de noviembre de 1463-?)
- Nicholas Forden † (22 de octubre de 1470-?)
- Robert Wellys, O.F.M. † (julio de 1473-?)
- Bernard † (?-1488 o 1489 falleció)
- Juan Bustamante † (23 de septiembre de 1489-?)
- Richard † (?-1492 falleció)
- Thomas Ford, O.S.A. † (8 de octubre de 1492-?)
- Eugene O'Flanagan, O.P. † (22 de diciembre de 1508-?)
- Cormac? † (mencionado en 1523)
- Thomas O'Figillay, O.E.S.A. † (15 de junio de 1547-30 de agosto de 1555 nombrado obispo de Leighlin)
- Cormac O'Coyn † (1556?-12 de octubre de 1561 falleció)
- Owen O'Harte, O.P. † (28 de enero de 1562-1603 falleció)
  - Sede vacante (1603-1641)
- Louis Dillon, O.F.M.Obs. † (16 de septiembre de 1641-1645 renunció o falleció)
  - Sede vacante (1645-1707)
- Hugh MacDermot † (30 de abril de 1707-circa 1725 falleció)
- Dominic O'Daly, O.P. † (20 de septiembre de 1725-1735 falleció)
- John O'Hart † (30 de septiembre de 1735-antes de mayo de 1739 falleció)
- Walter Blake † (13 de agosto de 1739-antes del 28 de julio de 1758 falleció)
- Patrick Robert Kirwan † (21 de agosto de 1758-abril de 1776 falleció)
- Philip Phillips † (1 de julio de 1776-22 de noviembre de 1785 nombrado arzobispo de Tuam)
- Boetius Egan † (22 de noviembre de 1785-4 de enero de 1788 nombrado arzobispo de Tuam)
- Thomas O'Connor † (4 de enero de 1788-18 de febrero de 1803 falleció)
- Charles Lynan † (13 de mayo de 1803-18 de febrero de 1808 falleció)
- John O'Flynn † (30 de junio de 1809-17 de julio de 1817 falleció)
- Patrick MacNicholas † (17 de marzo de 1818-11 de febrero de 1852 falleció)
- Patrick Durcan † (4 de octubre de 1852-1 de mayo de 1875 falleció)
- Francis McCormack † (1 de mayo de 1875 por sucesión-26 de abril de 1887 nombrado obispo de Galway y Kilmacduagh)
- John Lyster † (21 de febrero de 1888-17 de enero de 1911 falleció)
- Patrick Morrisroe † (13 de mayo de 1911-27 de mayo de 1946 falleció)
- James Fergus † (15 de febrero de 1947-17 de marzo de 1976 retirado)
- Thomas Flynn † (30 de diciembre de 1976-20 de noviembre de 2007 retirado)
- Brendan Kelly (20 de noviembre de 2007-11 de diciembre de 2017 nombrado obispo de Galway y Kilmacduagh)
  - Sede vacante (2017-2020)
- Paul Dempsey (27 de enero de 2020-10 de abril de 2024 nombrado obispo auxiliar de Dublín[nota 1])
- Kevin Doran, desde el 16 de febrero de 2025[nota 2]